# Jackpot – Krach in Atlantic City
Jackpot – Krach in Atlantic City (Originaltitel Sour Grapes) ist eine US-amerikanische Filmkomödie von Larry David aus dem Jahre 1998. Der Film handelt vom Streit der Freunde Evan (Steven Weber) und Richie Maxwell (Craig Bierko) um einen Jackpot-Gewinn und welche Lawine es ins Rollen bringen kann, wenn man einmal eine falsche Entscheidung trifft.

## Handlung
Die Cousins Evan und Richie Maxwell sind seit ihrer Kindheit beste Freunde. Evan ist ein erfolgreicher Arzt und Richie ist Schuhsohlendesigner. Er wird von seiner Mutter Selma, die den frühen Tod des Vaters nie verwinden konnte, auch aus diesem Grund sehr umsorgt und bemuttert. Während Richie sich von Evan in dessen Praxis wegen eines Muttermals untersuchen lässt, versucht er den Freund zu überreden, ein gemeinsames Wochenende in Atlantic City zu verbringen. Evan ist anfangs nicht sehr begeistert, lässt sich aber letztendlich von Richie überzeugen. Da auch Evans Freundin Joan und Richies Freundin Roberta mitkommen, fahren sie schließlich zu viert nach Atlantic City.
Nachdem die beiden Männer wenig Glück im Spiel hatten und Evan schon über 1.000 $ verloren hat, wollen sich beide in einem letzten Spiel an einem Einarmigen Banditen versuchen. Da Richie nur noch einen Quarter hat, man für das Spiel aber drei benötigt, hilft Evan ihm mit zwei eigenen aus. Dieses letzte Spiel bringt Richie den Jackpot, einen Gewinn von über 436.000 Dollar.
Erst freut sich Evan mit Richie und auch Joan und Roberta jubeln. Dann jedoch ärgert Evan sich zunehmend, weil Richie ja nur mit seinen dem Freund überlassenen Quarter überhaupt erst gewinnen konnte. Allerdings hofft er insgeheim, dass Richie ihm die Hälfte seines gewonnenen Geldes anbieten werde. Als Richie ihm dann einen Scheck über 1.000 $ ausstellt, und noch meint, dass er gegenüber Evan großzügig sei, da das ja der Betrag sei, den er verspielt habe, kocht es in ihm. Evan ist nach wie vor der Meinung, dass ihm zumindest die Hälfte des Gewinns zustehe. Da Richie das aber anders sieht, bricht ein heftiger Streit zwischen den beiden aus. Als Richie den Streit beilegen will und ihm drei Prozent seines Gewinnes, was immerhin über 13.000 $ wären, anbietet, fasst er das als weitere persönliche Beleidigung auf. Richie verschenkt den blauen Jogginganzug, den Evan ihm als Geburtstagsgeschenk mitgebracht hat, daraufhin an einen dunkelhäutigen Obdachlosen, der hocherfreut ist.
Weil Evan sich an Richie rächen will, bestellt er ihn zu sich und erzählt ihm, dass die Gewebeprobe seines Muttermals ergeben habe, dass es bösartig sei und er nicht mehr lange zu leben habe. Richie weiß, dass seine Mutter die Nachricht über seinen bevorstehenden Tod nicht ertragen könnte. Er kommt auf die verrückte Idee, dem Obdachlosen einen Schlüssel zum Haus seiner Mutter zu geben, wobei er bemerkt, dass er dort nicht vor 23.00 Uhr aufkreuzen solle. Er verspricht sich davon, dass seine herzkranke Mutter durch den Schreck tot umfällt und so sein Leiden nicht mitbekommen muss.
Evans Nachricht auf Richies Anrufbeantworter, dass alles nur ein Scherz von ihm gewesen und Richie völlig gesund ist, kommt zu spät. Als Richie zum Haus seiner Mutter eilt, ist sie schon wegen eines Herzanfalls ins Krankenhaus eingeliefert worden. Evan ist gerade im Operationssaal und steht kurz vor einer Operation, bei der er einem bekannten Fernsehstar einen kranken Hoden entfernen soll, als er den Anruf seines Cousins erhält und ihm klar wird, welche Folgen seine unverantwortliche Handlungsweise hatte. Unkonzentriert und nicht voll bei der Sache, kommt es dazu, dass er dem Mann den gesunden Hoden entfernt. Da der kranke Hoden aber auf jeden Fall entfernt werden muss, steht der Mann nun ohne da.
Die Polizei ermittelt gegen Richie, da durch die Aussage des obdachlosen Mannes der Verdacht aufgekommen ist, er habe seine Mutter umbringen lassen wollen. Sollte sie versterben, könnte es zu einer Mordanklage gegen ihn kommen, meint der Beamte. Richies Freundin Roberta hört durch Zufall dieses Gespräch mit an und verlässt ihn daraufhin. Richie setzt nun alles daran, dass seine Mutter soweit wieder gesund wird. Nachdem es ihr auch schon wieder gut ging, wird jedoch festgestellt, dass sie bei dem Sturz eine Hirnblutung erlitten hat, die operiert werden muss. Der behandelnde Arzt weist Richie darauf hin, dass es eine sehr gefährliche Operation sei. Er empfiehlt ihm, sich den besten Chirurgen der Stadt zu nehmen, das sei Evan Maxwell. Nachdem Evan erst nicht will, stimmt er dann doch zu und nimmt den komplizierten Eingriff vor. Als er Richie die freudige Nachricht bringt, dass alles gut gegangen sei, fällt dieser ihm um den Hals und fragt, was er dafür zu bezahlen habe. Evan verlangt rund 218.000 $, dieser Betrag entspricht der Hälfte des in Atlantic City gewonnenen Jackpots. Richie bezahlt die Summe.
Als Evan an diesem Abend nach Hause kommt, wartet der Fernsehstar, dem er beide Hoden entfernt hat, schon auf ihn und will sich rächen. Er hat seine Rolle als Folge der fehlerhaften Operation verloren. Evans Ex-Freundin Joan, die eine Wohnung direkt neben ihm hat, sieht von ihrem Balkon aus den Streit der beiden Männer. Als sie eingreifen will und sich den Koffer mit dem Geld schnappt, fliegt er bei einem Handgemenge über die Brüstung des Balkons in die Tiefe direkt vor die Füße des dunkelhäutigen Obdachlosen im blauen Jogginganzug. Joan tröstet später den wegen seiner Eunuchenstimme verzweifelten Fernsehstar, weil sie ihn mag, wie sie sagt.
Da der Obdachlose und seine Freunde es sich im Haus von Richies Mutter „gemütlich“ gemacht hatten, während sie im Krankenhaus lag, findet sie nach ihrer Entlassung ihr einstiges Heim völlig verdreckt, verwahrlost und zerstört vor. Sie erleidet einen weiteren diesmal tödlichen Herzinfarkt. Da Richie den Mietvertrag für seine Mutter abgeschlossen hat, ist er, wie der Vermieter ihn wissen lässt, für den Schaden, der in dem Haus angerichtet wurde, verantwortlich. Die Summe für die Renovierung beläuft sich auf rund 200.000 $. So verliert Richie auch noch die andere Hälfte seines Gewinns. Der junge Mann sieht fassungslos, wer das ehemalige Haus seiner Mutter angemietet hat, es ist der Obdachlose, der nun einen schicken Sportwagen fährt und den blauen Jogginganzug auch nicht mehr braucht.

## Produktionsnotizen
Die Dreharbeiten fanden in New York, in Atlantic City in New Jersey und in Long Beach in Kalifornien in den USA statt. Der Film wurde von Castle Rock Entertainment im Namen von Columbia Pictures präsentiert.
Der Film ist mit zahlreichen Musikstücken unterlegt, die überwiegend aus klassischen Stücken, aber auch einigen zeitlosen Songs bestehen. Unter anderem erklingt die Ballettmusik aus Faust von Charles Gounod, Johann Sebastian Bachs Adagio in C-Dur, BMV 564 “Toccata und Fuge” in d-Moll BMV 565, Luigi Boccherinis Menuett op. 11 Nr. 5, Johannes Brahms Ungarischer Tanz Nr. 7 in A-Dur, Merv Griffins Wheel Of Fortune Theme-Song, Dean Martin singt Jimmy Van Heusens Ain’t That A Kick In The Head.
Mit der Produzentin dieses Films, Laurie Lennard, war Larry David, der hier Regie führte, zur Zeit der Entstehung des Films verheiratet.
Seine Premiere in den USA feierte der Film am 17. April 1998. Am Eröffnungswochenende, dem 19. April 1998, lief der Film in 28 Kinos in den USA an und spielte 123.104 $ ein. Am 26. April 1998 spielte er weitere 219.932 $ ein. In Deutschland erschien der Film als Erstaufführung am 23. März 1999 auf Video.

### Synchronisation
Jackpot – Krach in Atlantic City (OT: Sour Grapes) laut Synchronkartei
| Rolle              | Darsteller            | Synchronsprecher   |
| ------------------ | --------------------- | ------------------ |
| Evan Maxwell       | Steven Weber          | Philipp Moog       |
| Richie Maxwell     | Craig Bierko          | Matthias Klie      |
| Joan               | Karen Sillas          | Susanne von Medvey |
| Roberta            | Robyn Peterman        | Elisabeth Günther  |
| Selma Maxwell      | Viola Harris          | Astrid Boner       |
| Obdachloser        | Orlando Jones         | Gudo Hoegel        |
| Eulogist/Lobredner | Jack Burns            | Harry Täschner     |
| Millie             | Jennifer Leigh Warren | Sandra Schwittau   |
| Denny Pepper       | Matt Keeslar          | Florian Halm       |
| Blackjack Croupier | Anthony Parziale      | Claus Brockmeyer   |
| Kartengeber        | Abraham Kessler       | Thomas Rau         |
| Aufnahmeleiter     | Fred Goehner          | Thomas Rauscher    |
| Chauffeur          | Angelo Tiffe          | Leon Rainer        |
| Mr. Bell           | Philip Baker Hall     | Horst Raspe        |
| Barkeeper          | Marvin Braverman      | Michael Rüth       |
| Detective Crouch   | Richard Gant          | Reinhard Brock     |
| Detective Frehill  | James MacDonald       | Ulrich Frank       |
| Dr. Dean           | Bruce Jarchow         | Jürgen Jung        |
| Dr. Ismer          | Ron West              | Leon Rainer        |
| Vermieter          | Larry Brandenburg     | Michael Rüth       |
| Lois               | Jill Talley Kenny     | Bettina Kenter     |
| Mann in der Bar    | Arthur Chobanian      | Ulf-Jürgen Wagner  |
| Mr. Drier          | Harper Roisman        | Gerd Wiedenhofen   |
| Mr. Havelock       | Tom Dahlgren          | Gerd Potyka        |
| Mrs. Drier         | Ann Guilbert          | Ursula Traun       |
| Studiodirektor     | Larry David           | Gerd Potyka        |
| Fernfahrer         | Bari K. Willerford    | Claus Brockmeyer   |
| TV-Produzentin     | Linda Wallem          | Eva Röder          |

## Kritiken
Die Redaktion von Video.de befand: Schwarzer Humor und abgedrehte Gags sind die Trümpfe der mit Steven Weber (‚Break Up – Nackte Angst‘, ‚Weiblich, ledig, jung sucht...‘) und Craig Bierko (‚Tödliche Weihnachten‘, ‚Fear and Loathing in Las Vegas‘) mehr als ordentlich besetzten Komödie. Regie führte Larry David, Miterfinder der amerikanischen Comedy-Serie ‚Seinfeld‘. Auch in ‚Jackpot‘ geht es um junge Erwachsene, die eigentlich immer noch Kinder sind, etwas zu platt sind jedoch hier die Witze. ‚Jackpot‘ und ‚Seinfeld‘ sind eben auch nur Cousins… Komödien-Fans, […] werden dennoch gut unterhalten.
Die Bewertung der Cinema-Redaktion fiel lakonisch aus: 'Seinfeld'-Autor Larry David lässt den lakonischen Humor seiner Sitcom vermissen.
Die Redaktion des Filmdienstes sprach von einer „Fernsehkomödie, die anspruchslose Unterhaltung mit netten Darstellern und lautstarken Dialogen biete“. Und weiter: „Manchmal freilich, etwa bei einer versehentlichen Hodenoperation des Doktors, landen die Pointen in der Zone des eher fragwürdigen Geschmacks. – Ab 16.“